# Aeroporto di Roma-Urbe

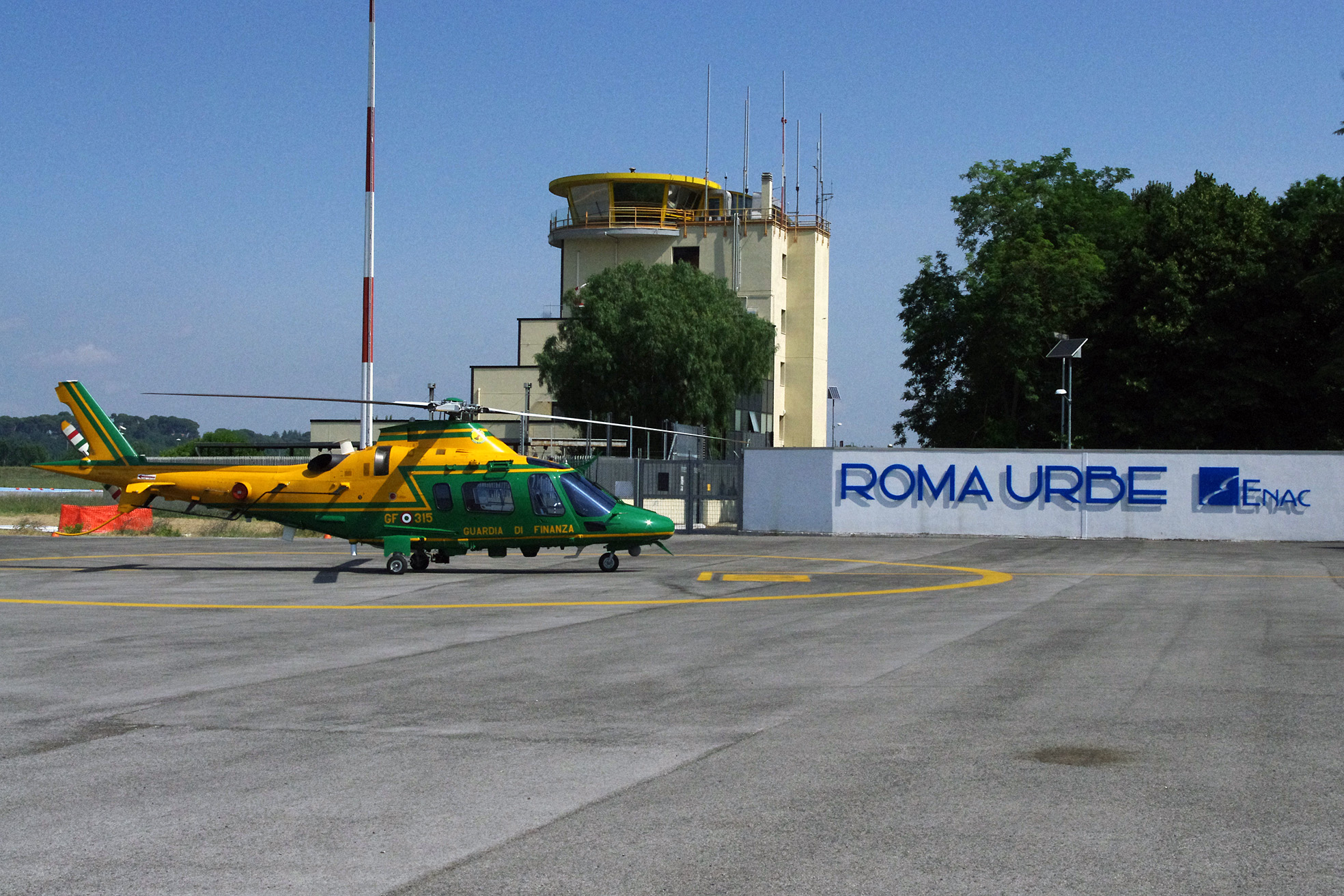
Aeroporto di Roma-Urbe: torre di controllo e piazzale di fronte alla nuova aerostazione.

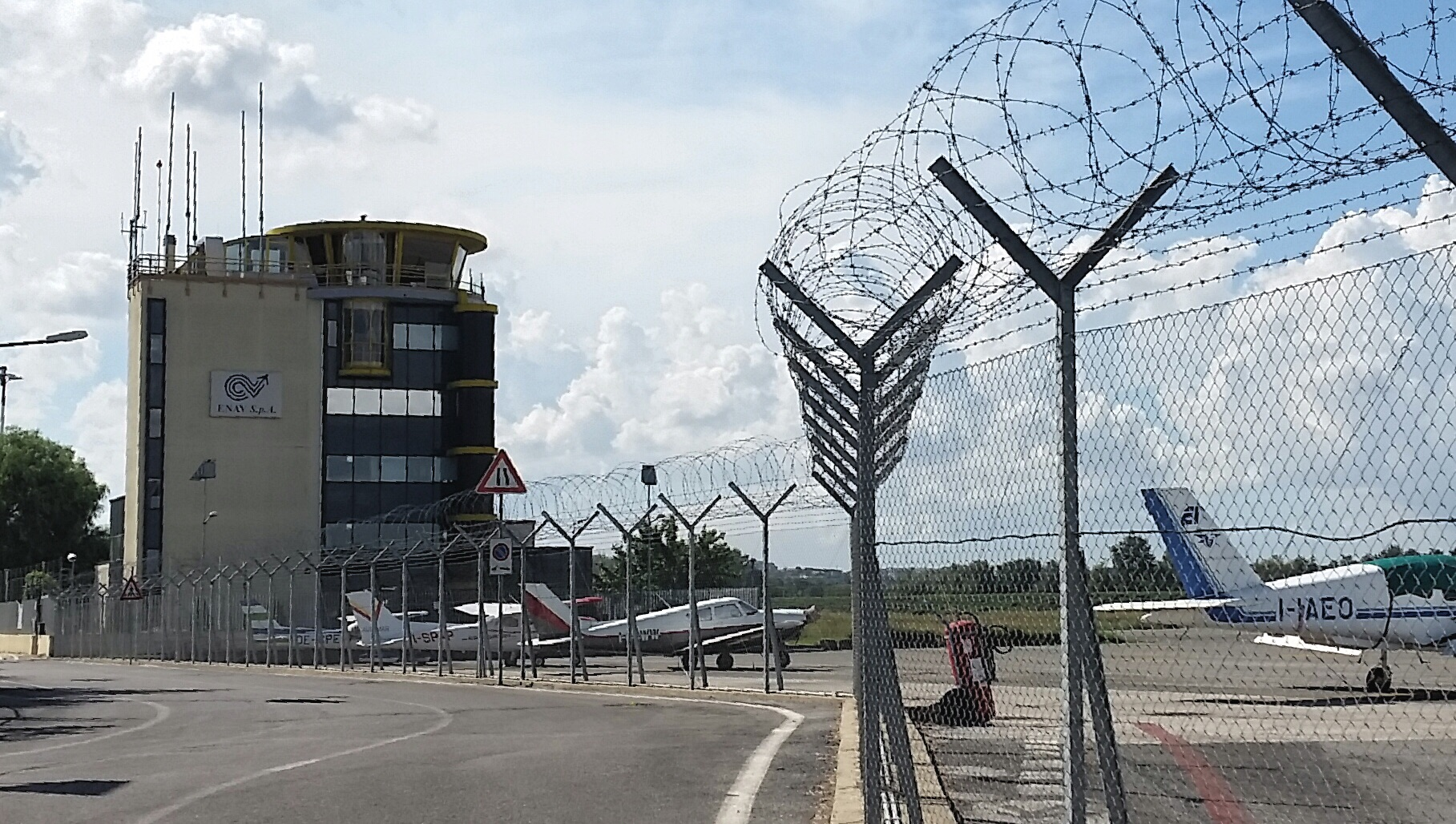
Torre di controllo ENAV dell'aeroporto di Roma-Urbe.

L'aeroporto di Roma-Urbe (ICAO: LIRU) è un aeroporto italiano situato a nord di Roma, nel III Municipio, tra il Tevere e la via Salaria. Offre servizio a voli privati anche commerciali, nonché come eliporto. Le strutture dello scalo ospitano la stazione meteorologica di Roma Urbe, l'Aeroclub di Roma e l'agenzia di stampa AvioNews.. La zona militare dell'aeroporto ospita, dal 2021, la sede della Banda musicale dell'Aeronautica Militare Italiana.

## Storia
L'aeroporto fu inaugurato il 21 aprile 1928 con il nome di Aeroporto del Littorio, con destinazione civile.
Costruito per iniziativa della Compagnia Nazionale Aeronautica (CNA) di Giovanni Bonmartini, sorse tra la via Salaria e la sponda sinistra del Tevere. Nell'assetto urbanistico della Roma degli anni venti, si evidenziava la vicinanza dell'aeroporto alle zone di nuova espansione della Capitale, come il Rione Prati, e l'inserimento nel progetto della rete metropolitana del 1928, con un capolinea a piazza Vescovio collegato all'aeroporto con una linea diretta di autobus. Fu anche una base per gli idrovolanti, ai quali era stato riservato un tratto del Tevere, al quale si accedeva da una coppia di rampe o attraverso una gru. Gli hangar, a due livelli, consentivano il decollo degli aerei direttamente dal loro interno. Fu negli anni trenta la base dell'Ala Littoria, la prima compagnia di bandiera italiana.
L'aeroporto fu militarizzato durante la seconda guerra mondiale e bombardato nel 1943; alla fine del 1945 arrivò lo Stormo Baltimore che restò fino al dicembre 1946. Sembrò che potesse diventare l'aeroporto civile di Roma quando ripresero i voli di linea civili, nel 1947, tuttavia l'espandersi dell'urbanizzazione della capitale in direzione nord ne soffocò lo sviluppo, limitandone la destinazione a quella che è attualmente: attività di aeroclub (scuola di volo a motore e a vela), base per voli turistici e voli di servizio industriale, aerotaxi e protezione civile. È stato impiegato per ospitare manifestazioni aeree.
Nel giugno del 2008 sono stati ultimati i lavori di riqualificazione che avevano interessato le infrastrutture di volo ed è attualmente operativo il nuovo eliporto. Oltre a una nuova via di rullaggio e del relativo raccordo per il collegamento con la nuova piazzola di parcheggio degli elicotteri.
Il 19 gennaio 2010 è stato inaugurato presso l'aeroporto, più precisamente sui resti del vecchio ristorante, ormai fuori uso da tempo, il nuovo scalo, costruito con un finanziamento dell'ENAC di circa 800 000 euro. Il rilancio di Roma-Urbe come City airport è stato corredato da dichiarazioni di sviluppi futuri, tra le quali quella del presidente dell'ENAC Vito Riggio «L'Aeroporto di Roma Urbe va ad interessare una porzione di traffico aereo complementare a quello sviluppato sugli aeroporti di Fiumicino e di Ciampino».
Il 6 giugno 2011 viene inaugurato il nuovo eliporto commerciale, realizzato e gestito da Esperia, società del gruppo Finmeccanica (oggi Leonardo). Dallo scalo sono attivi collegamenti con specifiche località e con località indicate dai clienti, oltre ad una scuola di volo elicotteristico.
A maggio 2015 l'aeroporto ospita la manifestazione Roma Drone Expo&Show 2015 patrocinata dalla Presidenza del Consiglio dei Ministri, con esposizioni e conferenze su droni e aeromobili a pilotaggio remoto (APR) ad uso militare e civile, di soccorso ed amatoriale. È stata la seconda edizione della manifestazione, avviata nel 2014 presso lo Stadio Berra sempre a Roma. Nel maggio 2016, l'Aeroporto dell'Urbe ha poi ospitato la terza edizione di Roma Drone Expo&Show.

## Servizi

### Terminal
- Ufficio Informazioni e Promozione Turistica
- Deposito bagagli
- Passeggeri a ridotta mobilità
- Sale riunioni
- Bar
- Autobus
- Taxi / NCC[14]
- Parcheggio

## Trasporti

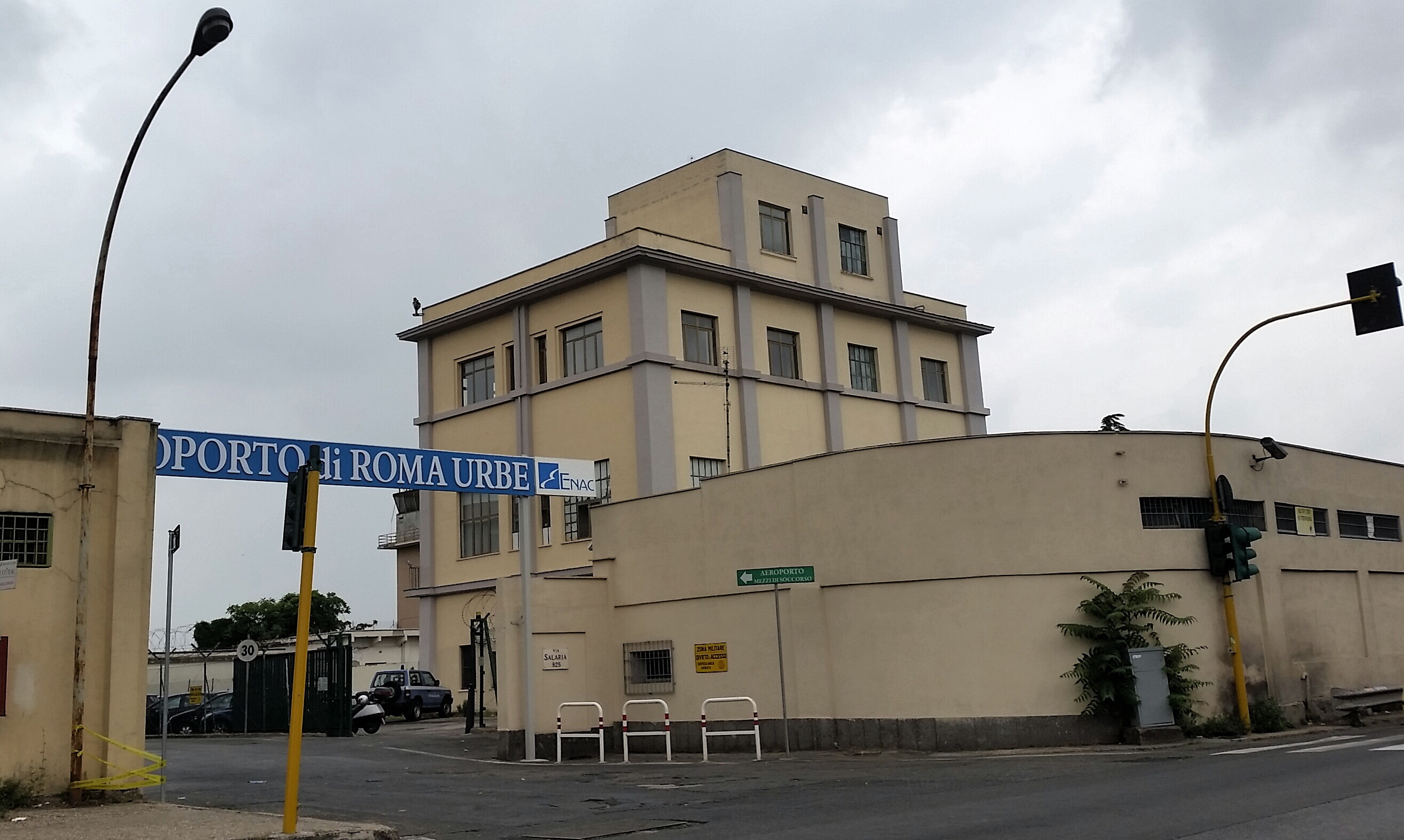
Aeroporto dell'Urbe, Roma, ingresso su Via Salaria.

### Autobus
Linee Roma TPL 135 e 235.
Linee Cotral Monterotondo - Roma Tiburtina (via Salaria) e Rieti - Roma Tiburtina.

### Collegamento alla rete stradale
L'aeroporto è situato lungo la Via Salaria, alla periferia nord di Roma, tra il Grande Raccordo Anulare e la Via Olimpica.

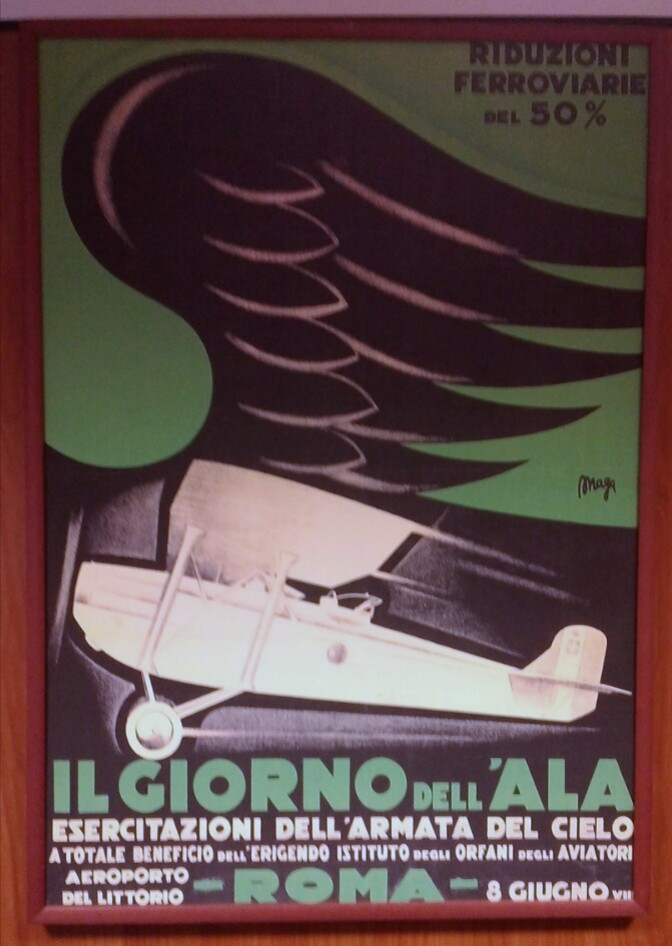
Manifesto de "Il giorno dell'ala" 8 giugno VIII - 1930

## Vari utilizzi

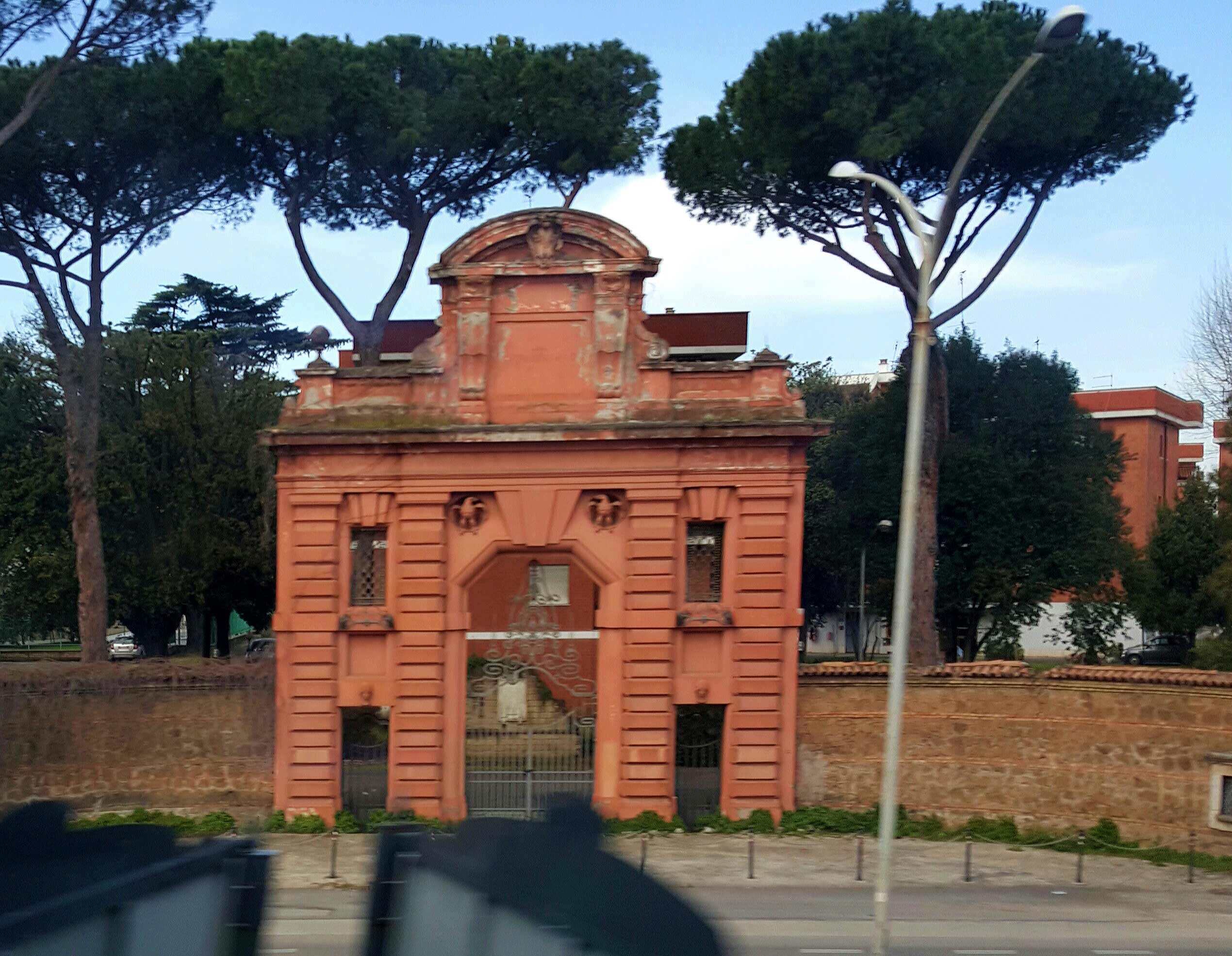
Antica porta dell'Aeroporto di Roma-Urbe

- L'8 dicembre 1931, si tenne nell'autodromo una sfida auto/aereo, in cui gareggiarono un'Alfa Romeo 8C 2300 guidata da Tazio Nuvolari ed un Caproni Ca.100 pilotato da Vittorio Suster.
- Sulla pista dell'aeroporto è stata girata una scena del film ...più forte ragazzi! con Bud Spencer e Terence Hill.
- Il 18 settembre 1997 gli U2 hanno tenuto un concerto in questo aeroporto davanti a circa 70.000 persone. La tappa faceva parte del tour mondiale degli U2, il PopMart Tour.
- Fino al 2005 ogni anno verso la fine di settembre si teneva un airshow, dove si poteva assistere a manifestazioni aeree delle Frecce Tricolori.
- Dopo la catastrofe del 6 aprile 2009 per il terremoto a L'Aquila, in occasione del G8, l'aeroporto venne utilizzato come base per gli elicotteri di alcuni leader internazionali. Per le difficoltà incontrate, si è deciso di progettare una nuova pista lunga 1 400 metri, con diverso orientamento magnetico, adatta per le operazioni di aerei come Falcon 900 e 2000, spesso utilizzati quali aerei presidenziali.
- Il 17 settembre 2010 nella nuova aerostazione è stata girata una scena della fiction Anna e i cinque, con protagonista Sabrina Ferilli.
- Il 16 e 17 ottobre 2010 l'aeroporto ha ospitato un Para-Show, con la partecipazione di paracadutisti professionisti italiani e stranieri.

## Galleria d'immagini

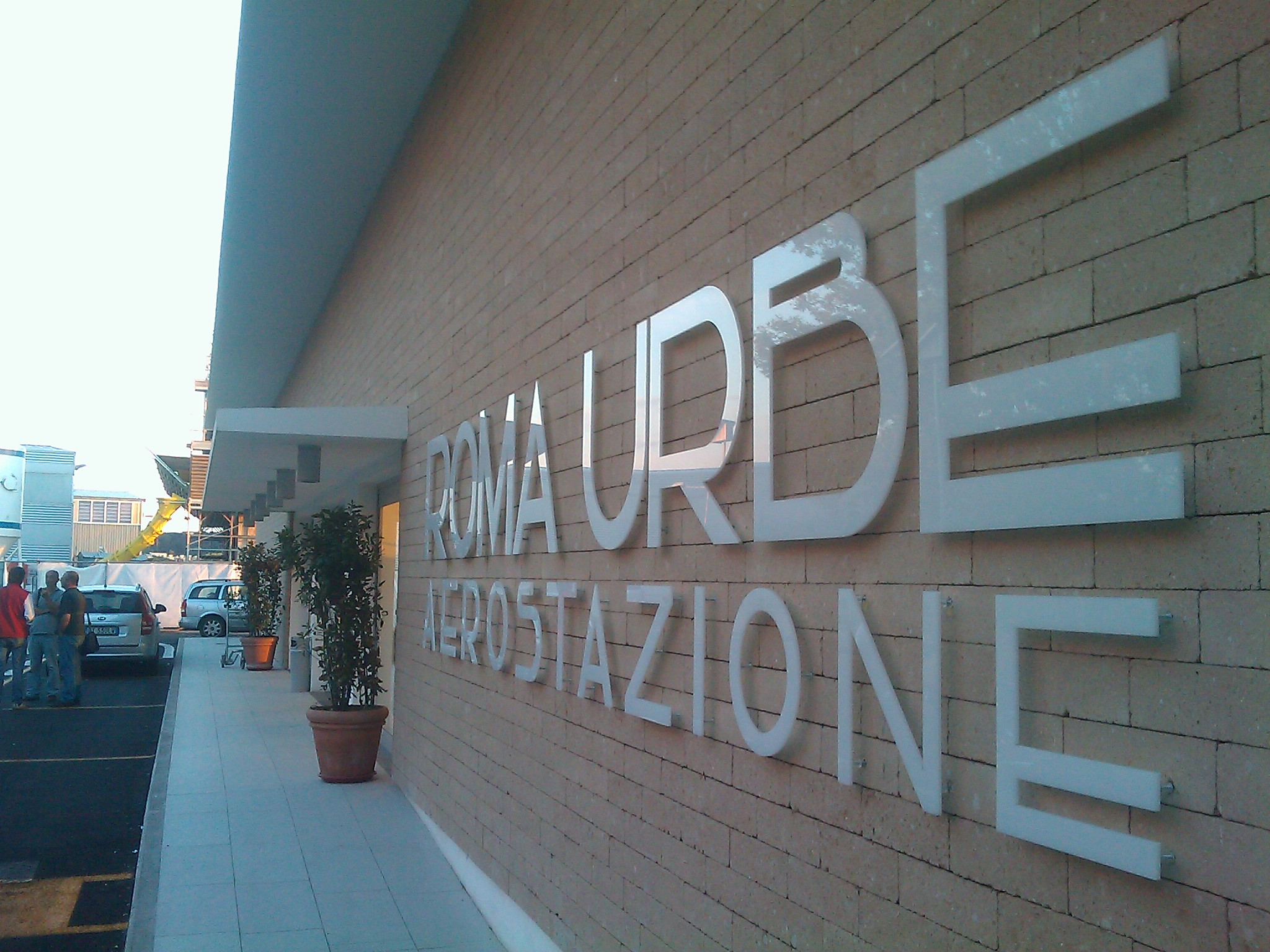
Facciata della nuova Aerostazione.
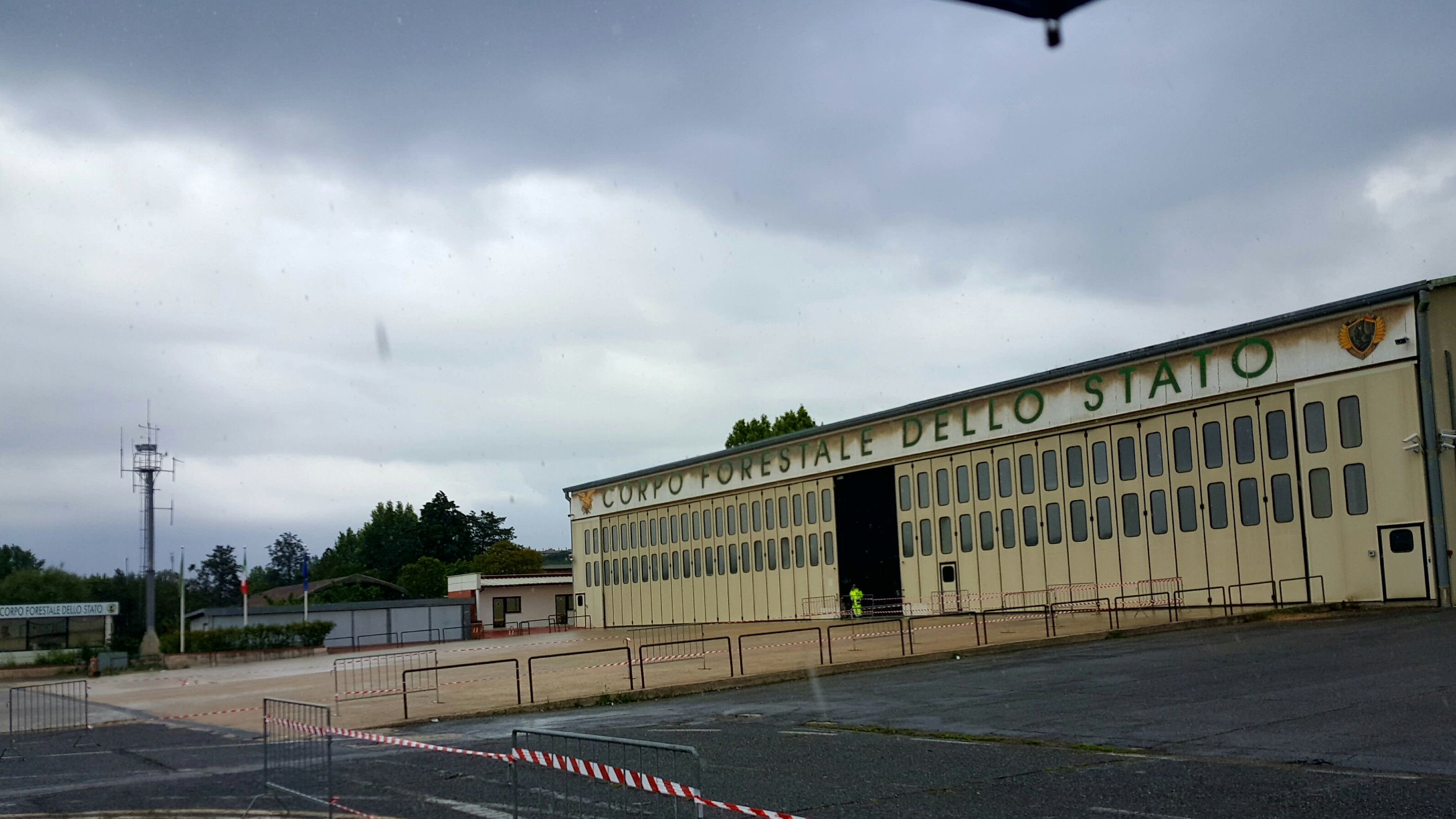
Base del Corpo forestale dello Stato.
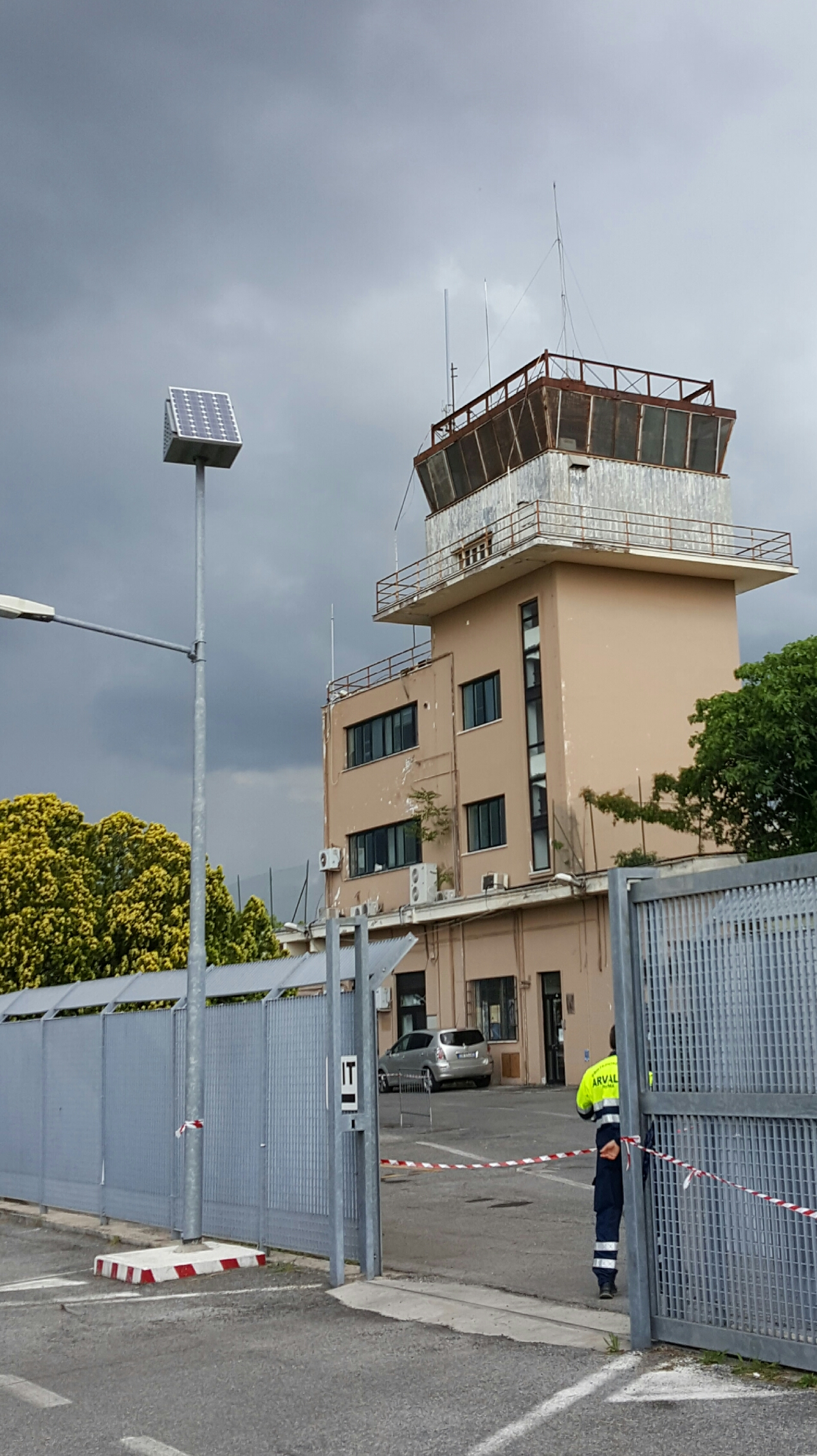
Vecchia torre di controllo, in disuso.
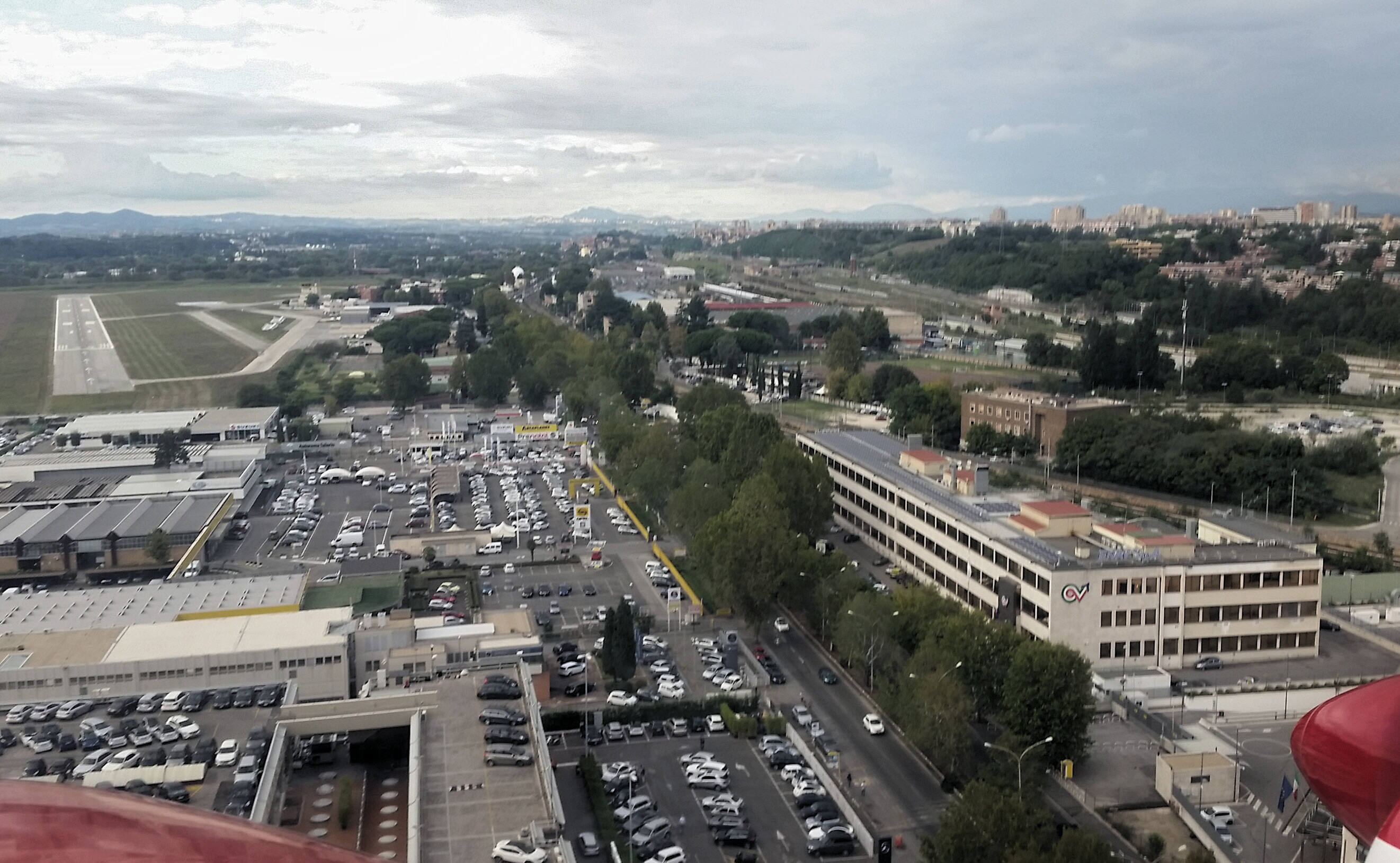
Atterraggio a Roma-Urbe. Sulla destra, la sede dell'ENAV.
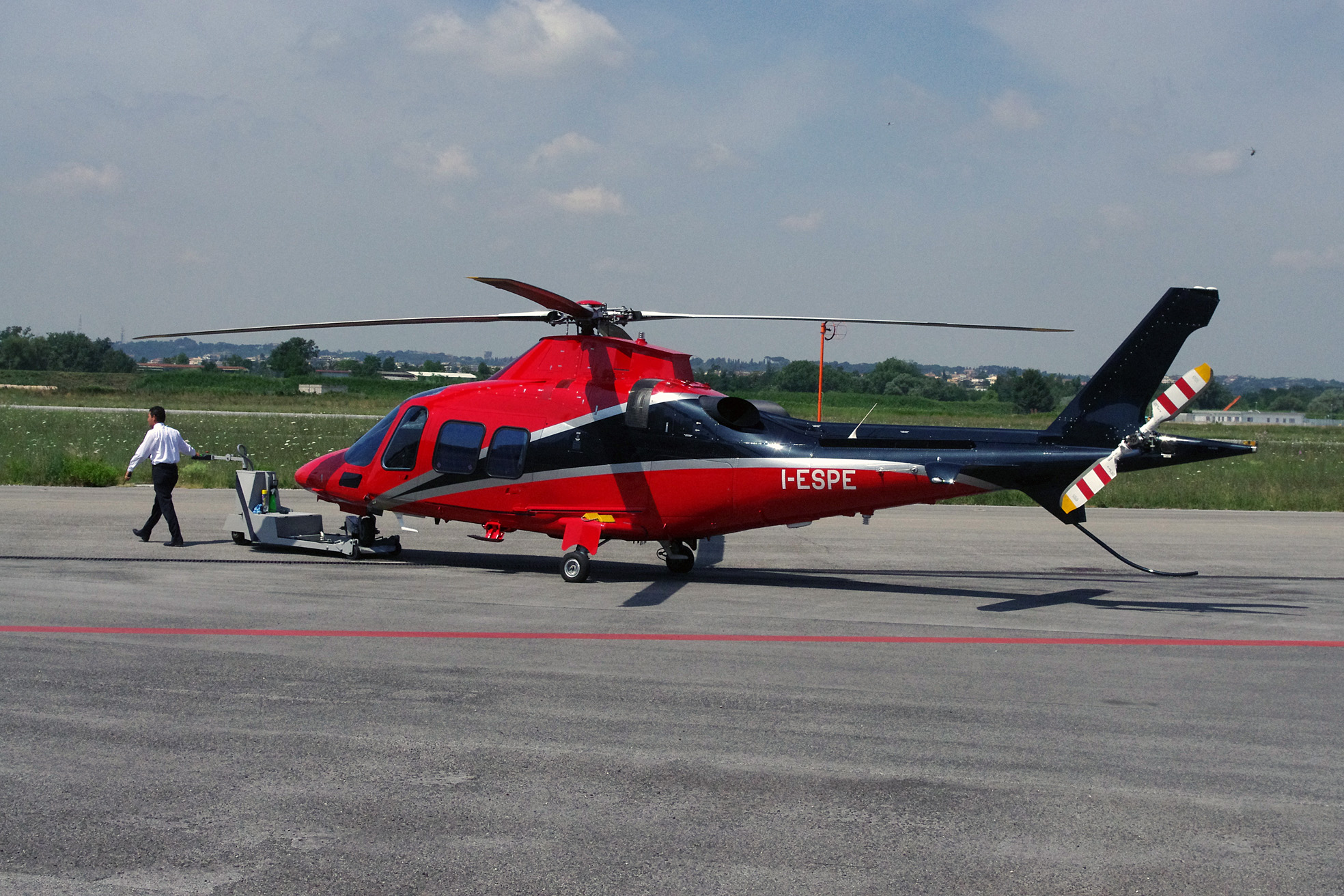
Un Agusta A-109 al traino.
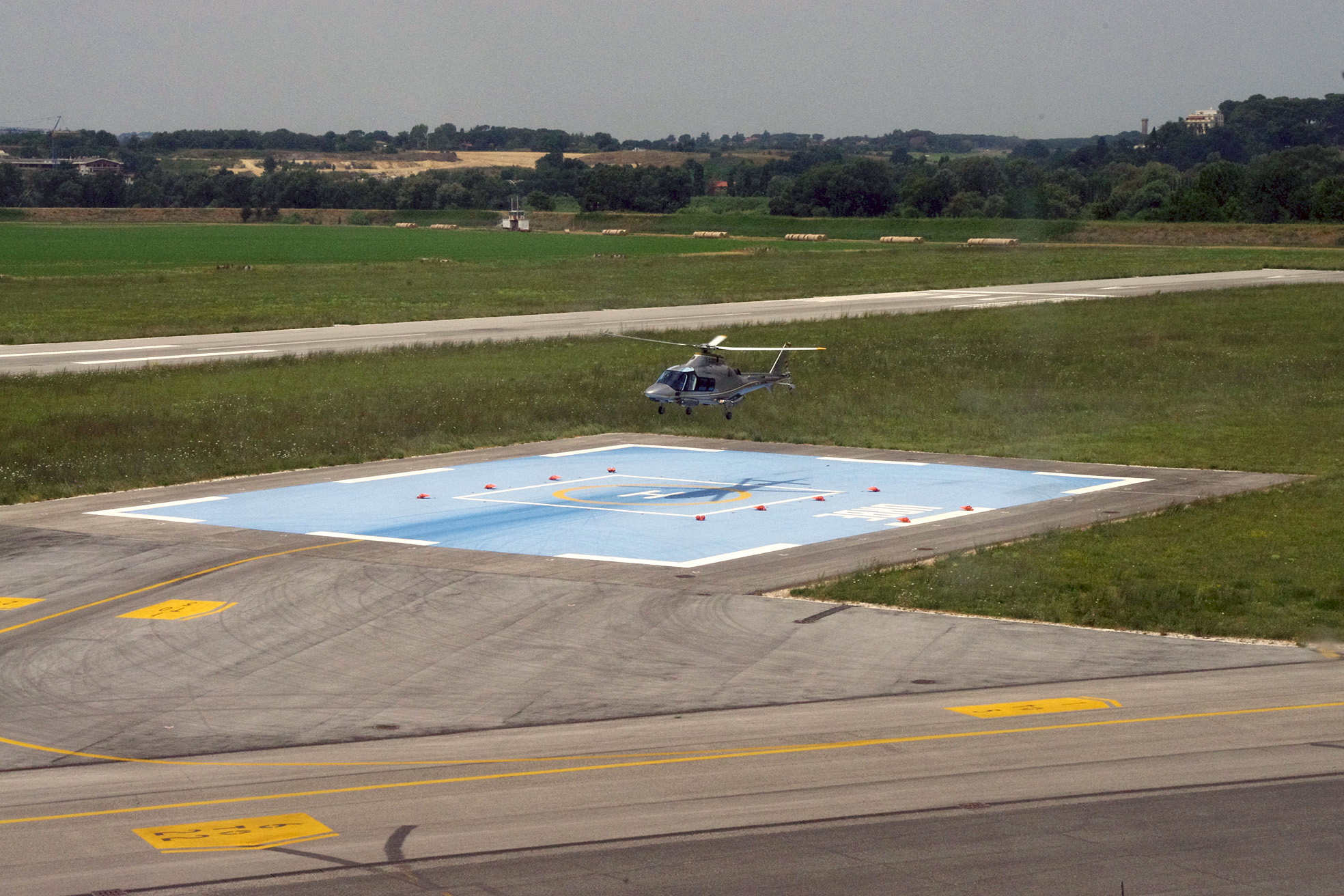
Un Agusta A-109 in atterraggio.
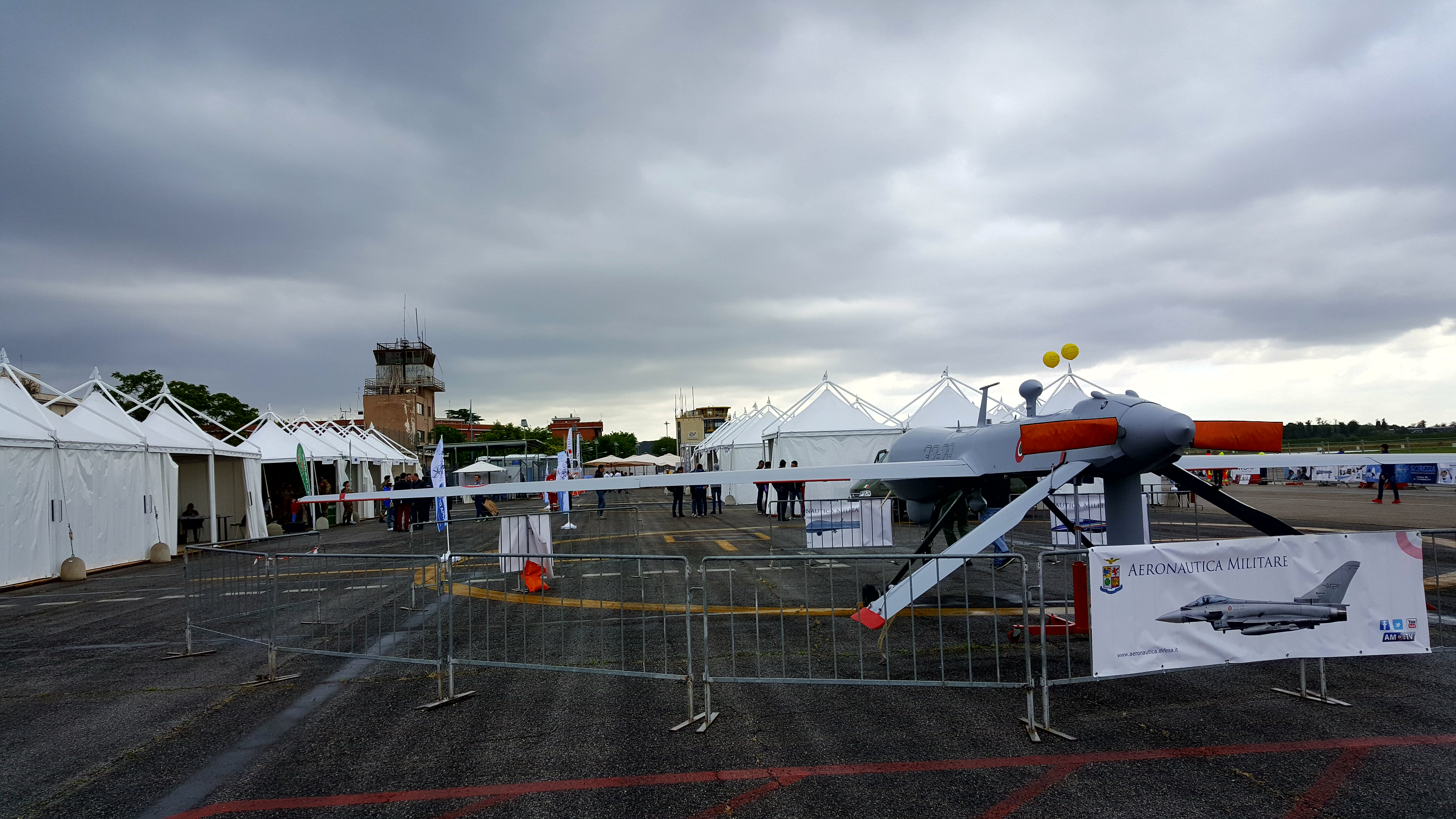
Roma Drone Expo&Show 2016.